# Alkilorezorcynole

Orcyna (5-metylorezorcyna) – najprostszy 5-alkilorezorcynol

Alkilorezorcynole – grupa organicznych związków chemicznych, lipidy fenolowe, pochodne rezorcyny zawierające alkilowy łańcuch boczny, który w związkach występujących naturalne znajduje się w pozycji 5 pierścienia benzenowego. Występują w wielu roślinach, a także w niektórych glonach i bakteriach. Pochodne rezorcyny zawierające łańcuch boczny w innym położeniu są związkami syntetycznymi (np. 4-heksylorezorcynol). Najprostszym 5-alkilorezorcynolem jest orcyna (5-metylorezorcyna) wyizolowana z porostów.

## Alkilorezorcynole naturalne
W naturalnie występujących alkilorezorcynolach łańcuch boczny znajduje się w pozycji 5 pierścienia benzenowego i zawiera co najmniej 5 atomów węgla. Znane są też związki zawierające łańcuch modyfikowany, np. 2’-ketoalkilowy, 2’-hydroksyalkilowy lub rozgałęziony, a także związki dialkilowe.

Bilobol (5-[(Z)-pentadec-8-enylo]rezorcynol)

Po raz pierwszy zostały wykryte na początku XX wieku w miłorzębie japońskim (Ginkgo biloba L.), a w połowie XX wieku w łupinach orzeszków nanercza zachodniego (olej z łupiny nerkowca, CNSL, cashew nutshell liquid/oil). Zidentyfikowano wówczas homologi orcyny zawierające 15 atomów węgla w łańcuchu bocznym, czyli 5-pentadecylorezorcynole. Łańcuch ten był nasycony lub zawierał od jednego do trzech wiązań podwójnych o konfiguracji cis (Z). Noszą one nazwy zwyczajowe bilobol oraz kardol, a ich nasycone, uwodornione pochodne odpowiednio hydrobilobol i hydrokardol. Bilobol naturalny jest związkiem jednonienasyconym, natomiast kardol jest mieszaniną nasyconych (mniejszość) oraz mono-, di- i trinienasyconych homologów o piętnastowęglowym łańcuchu węglowodorowym.

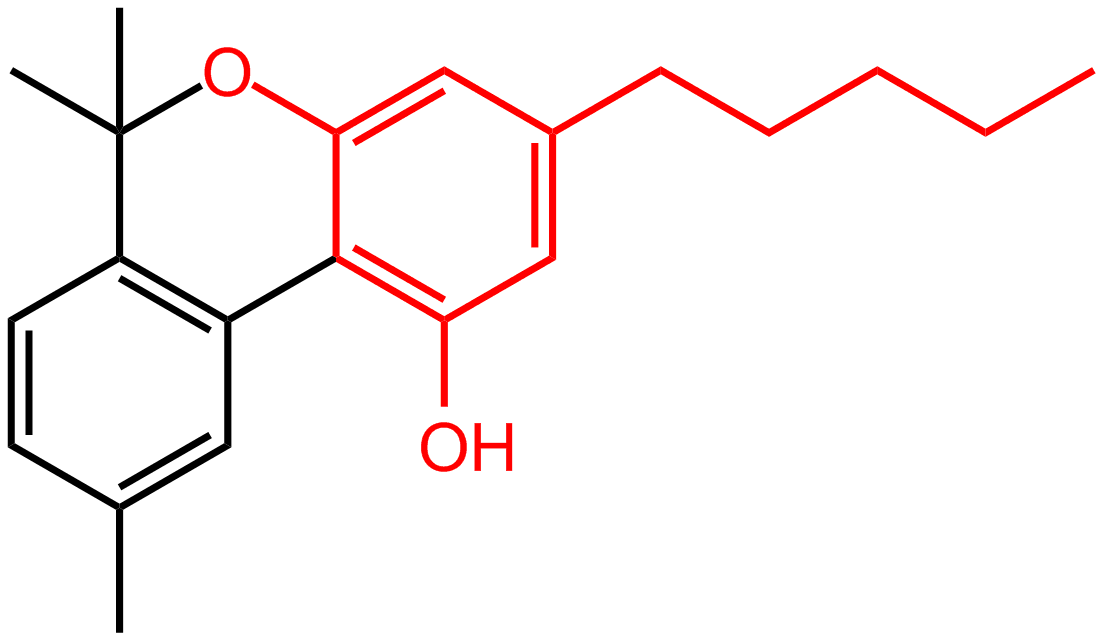
Kanabinol z wyróżnioną strukturą oliwetolu

Jednym z alkilorezorcynoli jest oliwetol (5-amylorezorcynol, 5-pentylorezorcynol), którego szkielet wchodzi w skład kanabinoidów, psychoaktywnych i znieczulających składników konopi indyjskich i marihuany. Jest on najkrótszym po orcynie alkilorezorcynolem  jednołańcuchowym.
W 1964 roku stwierdzono występowanie tego typu związków w otrębach otrzymanych w procesie przemiałowym pszenicy. Znaczące zainteresowanie alkilorezorcynolami rozpoczęło się po publikacji rozprawy doktorskiej Gerda W. Wieringi z Akademii Rolniczej w Wageningen w Holandii zatytułowanej „On the occurrence of growth inhibiting substances in rye”.

### Skład i struktura alkilorezorynoli
Pierwsze odkryte alkilorezorcynole zawierały boczne łańcuchy 15-węglowe. Następnie w otrębach pszenicy odkryto homologi C17, C19, C21, w owsie homologi C23, a w życie – C25. Kolejne prace przyniosły informacje o występowaniu tych związków również w formie zmodyfikowanej, takiej jak np. pochodne 2'-ketoalkilowe, 2'-hydroksyalkilowe, z łańcychem rozgałęzionym lub z dwoma łańcuchami alkilowymi.
Generalnie naturalne alkilorezorcynole są związkami pochodzenia roślinnego (włączając glony) i bakteryjnego. Nieliczne prace donoszą o ich występowaniu u przedstawicieli pierwotniaków, a także w gąbkach (Haliclona). Gąbki są jedynymi przedstawicielami organizmów zwierzęcych w których stwierdzono te związki, istnieje jednak możliwość, że są one wytwarzane przez glony żyjące w symbiozie z gąbkami.
Do 2010 roku w świecie żywym wykryto około 300 różnych alkilorezorcynoli zawierających 3 do 27-węglowe łańcuchy i 0–5 wiązań podwójnych. Szereg krótkołańcuchowych alkilorezorcynoli występuje także w torfie i łupkach.
Charakterystyczną cechą naturalnych alkilorezorcynoli jest to, że niemal we wszystkich poznanych cząsteczkach łańcuch boczny jest nieparzystowęglowy, oraz że konfiguracja wiązań podwójnych jest praktycznie wyłącznie cis (Z), a także, że w przypadku pochodnych wielonienasyconych wiązania te są rozdzielone pojedynczymi grupami metylenowymi.
Spośród alkilorezorcynoli najważniejsze znaczenie gospodarcze mają związki występujące w największych ilościach i w źródłach istotnych dla człowieka. Są to: kardol, obecny w oleju pozostającym po smażeniu orzeszków nerkowców oraz wyższe homologi zawarte w ziarnach zbóż trawiastych (C17-C23). Praktyczne zastosowanie znalazł jedynie kardol, który jest wykorzystywany do produkcji żywic formaldehydowo-fenolowych. Jego pozyskiwanie jest istotne dla gospodarek takich krajów jak Tanzania, Nigeria, Mozambik, Kamerun, Gujana, Brazylia, Indie, Indonezja, Malezja, Filipiny i Wietnam.

### Biogeneza alkilorezorcynoli
Ze względu na takie cechy alkilorezorcynoli, jak nieparzysta długość łańcucha bocznego, konfiguracja cis wiązań podwójnych oraz rozdzielenie tych wiązań grupami -CH2-, w latach 50./60. XX w. Birch sugerował udział szlaku poliketydowego (polioctanowego) w ich biosyntezie. Biosyntezę pokrewnych alkilofenoli i udział w niej reszt octanowych badali Gellerman i Schlenk, a podobne wyniki uzyskali też inni badacze. Dopiero badania ostatnich lat z laboratoriów japońskich na organizmach bakteryjnych i roślinnych (ryż, sorgo) wykazały udział syntetaz poliketydowych typu III (znanej dawniej jako syntetaza chalkonu), których cechą charakterystyczną jest brak udziału białka ACP. Badania te potwierdziły wcześniejszą hipotezę biosyntezy alkilorezorcynoli zakładającą dodawanie do nowosyntetyzowanego pierścienia gotowego łańcucha bocznego, pochodzącego np. z acylo-CoA, która oparta była na obserwacjach przełączania syntezy z fosfolipidów na alkilorezorcynole w czasie przechodzenia bakterii Azotobacter vinelandii ze stanu wegetatywnego do stanu przetrwalnika.
Nadal jednak brak bezpośrednich dowodów na istnienie w genomach zbóż genów homologicznych, podobnych do już poznanych (np. ArsA, ArsB). Także kwestia zamykania pierścienia w układach biologicznych pozostaje nie wyjaśniona w sposób przekonujący.